# Bandy bandy
Bandy bandy är en EP från 1988 av Galenskaparna och After Shave. Låtarna är hämtade ur krogshowen Kabaré Kumlin med After Shave och Anders Eriksson.

## Låtförteckning[1]
1. "Bandy bandy" (svensk text: C Eriksson) – alla
2. "Små gröna män" (K Agnred/C Eriksson) – After Shave, Anders

## Bakgrund
Originalet till titellåten heter "Monday, Monday" och är en hit från 1966. Den är skriven av John Phillips och lanserades först av The Mamas and the Papas.